# 馬自達CX-7
馬自達CX-7（日语：マツダ・CX-7）乃日本馬自達汽車公司於2006年推出的中型跨界休旅車，外型近似該公司推出的七人座馬自達CX-9，但僅可搭乘五人；其市場定位介於Tribute與CX-9之間。
由於該公司在2012年推出搭載創馳藍天技術（SkyActive）的馬自達CX-5，因為此車款的市場定位與CX-7接近，加上2008年發生金融海嘯以來美國和日本對休旅車的需求減少，遂於2011年12月在日本停售，翌年8月停止外銷美國等市場。反觀中國市場，該公司原本預計在2012年完成國產化，卻一直拖延至2014年7月30日才上市，直到2016年6月停產。

## 概要
馬自達公司在2005年舉辦的第39屆東京國際車展上公開名為MX-Crossport的概念車，隔年1月隨即在洛杉磯國際車展公開其量產車CX-7。2006年春季該款車正式在北美洲上市銷售，日本地區則推遲至同年12月19日上市，歐洲與中南美洲則於2007年開始銷售。至於臺灣與中國地區，則分別遲至2009年的12月與11月才以進口導入發售，惟中國市場於2014年7月30日國產化。
關於車名的由來，「CX」取自crossover，「7」則為近年來馬自達命名車種的方式，與BMW的命名模式相近，原則上數字越大表示越高階或車身越大的車款。

## 歷史
2006年 - 春季正式在美國與加拿大發售。前避震系統沿用同公司的MPV，後避震則沿用馬自達5。動力部分搭載與第三代馬自達8相同的2.3L直列四缸L3-VDT型渦輪增壓引擎，最大馬力238ps / 5,000rpm，最大扭力350N·m / 2,500rpm。

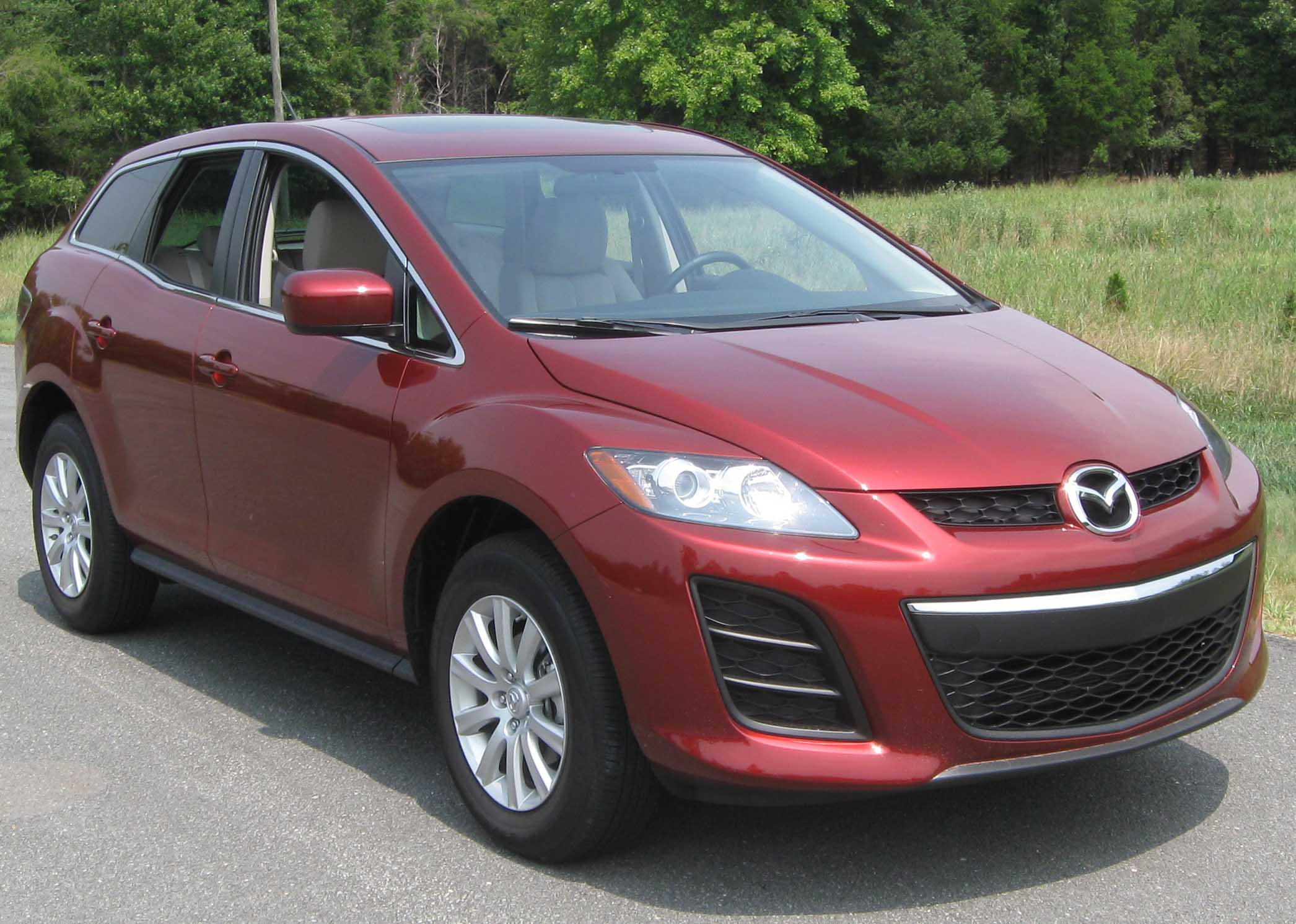
2010年美規小改款車頭

2010年 - 進行小改款，為了呼應馬自達家族車種「開口笑」的特徵，前下巴防護桿的進氣口改得更大，霧燈造型也改變。另外，加裝倒車顯影系統、藍芽免持介面等標準配備。
此外，歐洲市場搭載2.2L直列四缸R2 2008型柴油引擎的車型採用最新「選擇性觸媒還原脫硝技術」（Selective Catalytic Reduction，簡稱SCR），以AdBlue車用尿素溶液透過選擇性觸媒催化還原作用，把廢氣中的氮氧化物還原成氮及氧，藉以減少空氣污染。在後行李廂下方安裝了15.5公升的容器以容納AdBlue尿素溶液，在一般行駛條件下可使用約二萬公里。超過一定的里程數後，必須回廠更換尿素溶液與檢查。
2011年 - 12月在日本市場停售。
2012年 - 8月停止外銷至美國等地。
2014年 - 7月30日中國一汽馬自達宣佈國產化CX-7上市，動力來源共有2.3L直列四缸DOHC L3-VDT型渦輪增壓、2.5L直列四缸DOHC L5-VE型等二種選擇；其中前者搭配6速手自排，後者則搭配5速手自排的變速系統。標準配備含有整合倒車影像、衛星導航、影音娛樂與行車資訊等的行車資訊螢幕、ABS+EBD整合煞車系統、TCS循跡防滑系統、DSC動態車身穩定系統等，頂級車款增加電動天窗、雙區恆溫空調等。
2016年 - 隨著CX-4在中國上市，CX-7於該年年底正式停產。

### 安全性召回
2016年8月26日美國國家公路交通安全管理局宣佈，由於車輛可能產生轉向失控的問題，馬自達美國分公司將召回約19萬輛CX-7。此批CX-7於2007年到2012年間所生產，倘若行經積雪地區，當底盤接觸摻有化雪鹽的融雪或水，可能會對前懸吊的球接頭造成侵蝕，使得下控制臂脫離，造成轉向失控的隱憂。

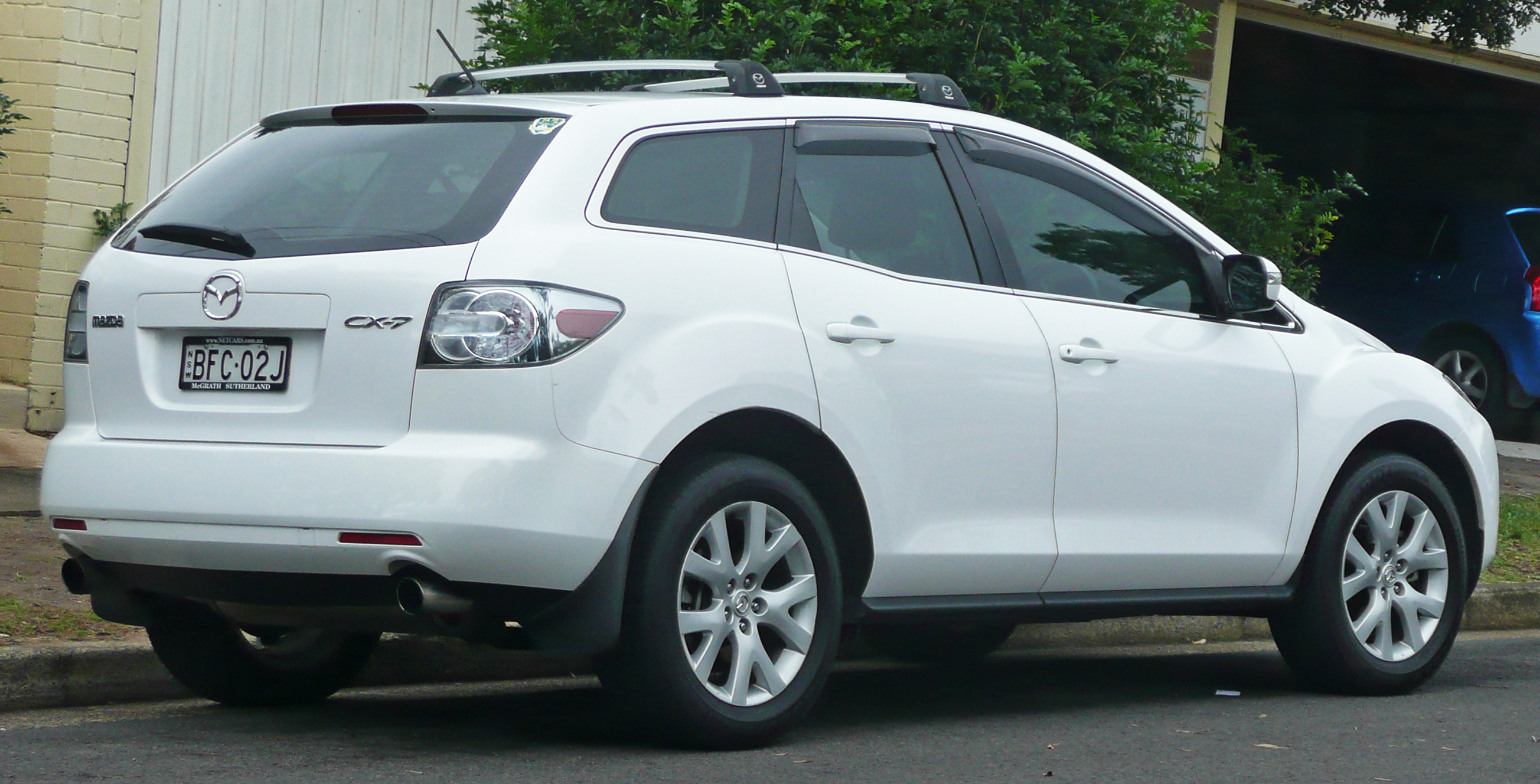
CX-7車尾
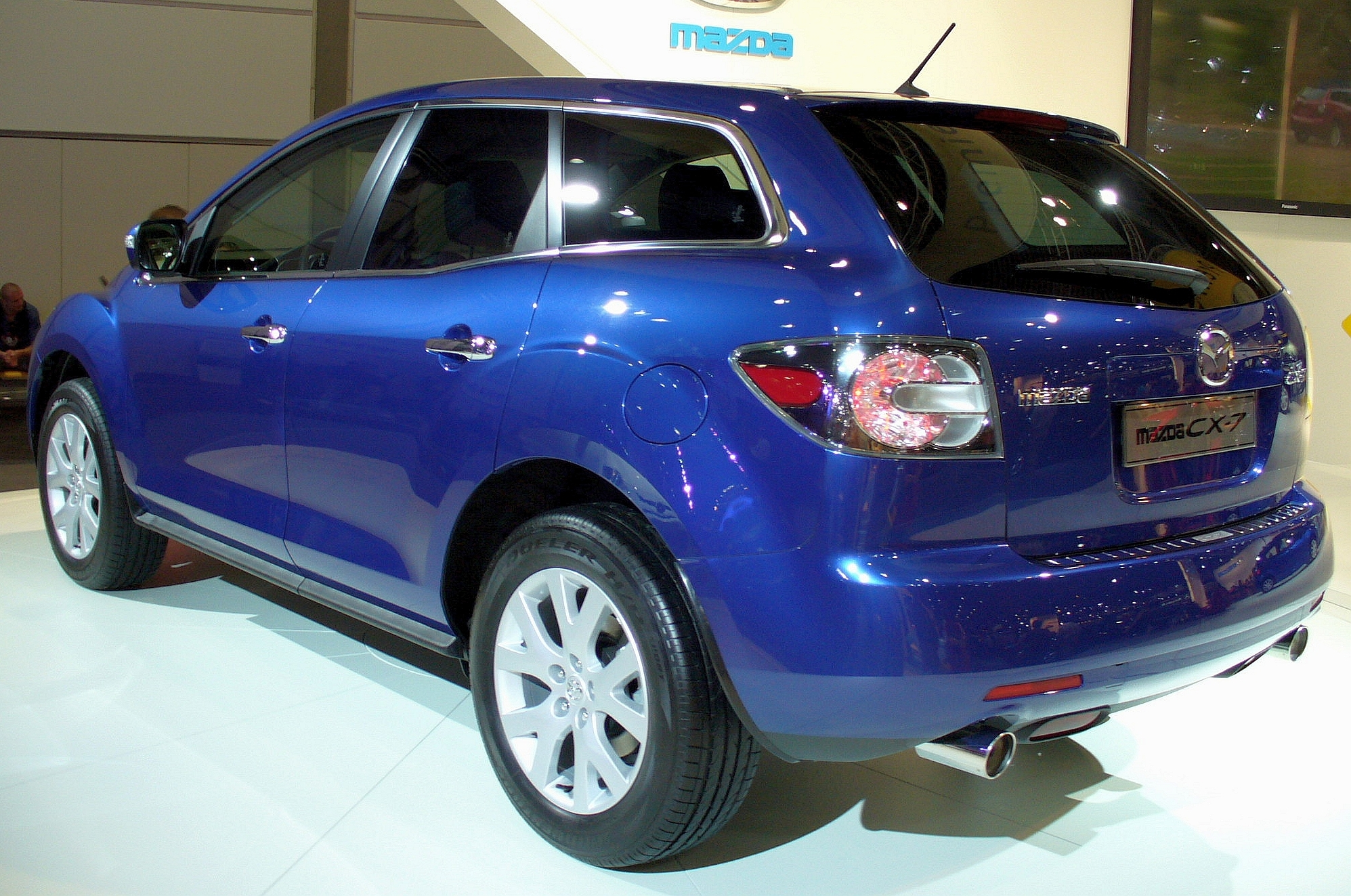
車展上的CX-7
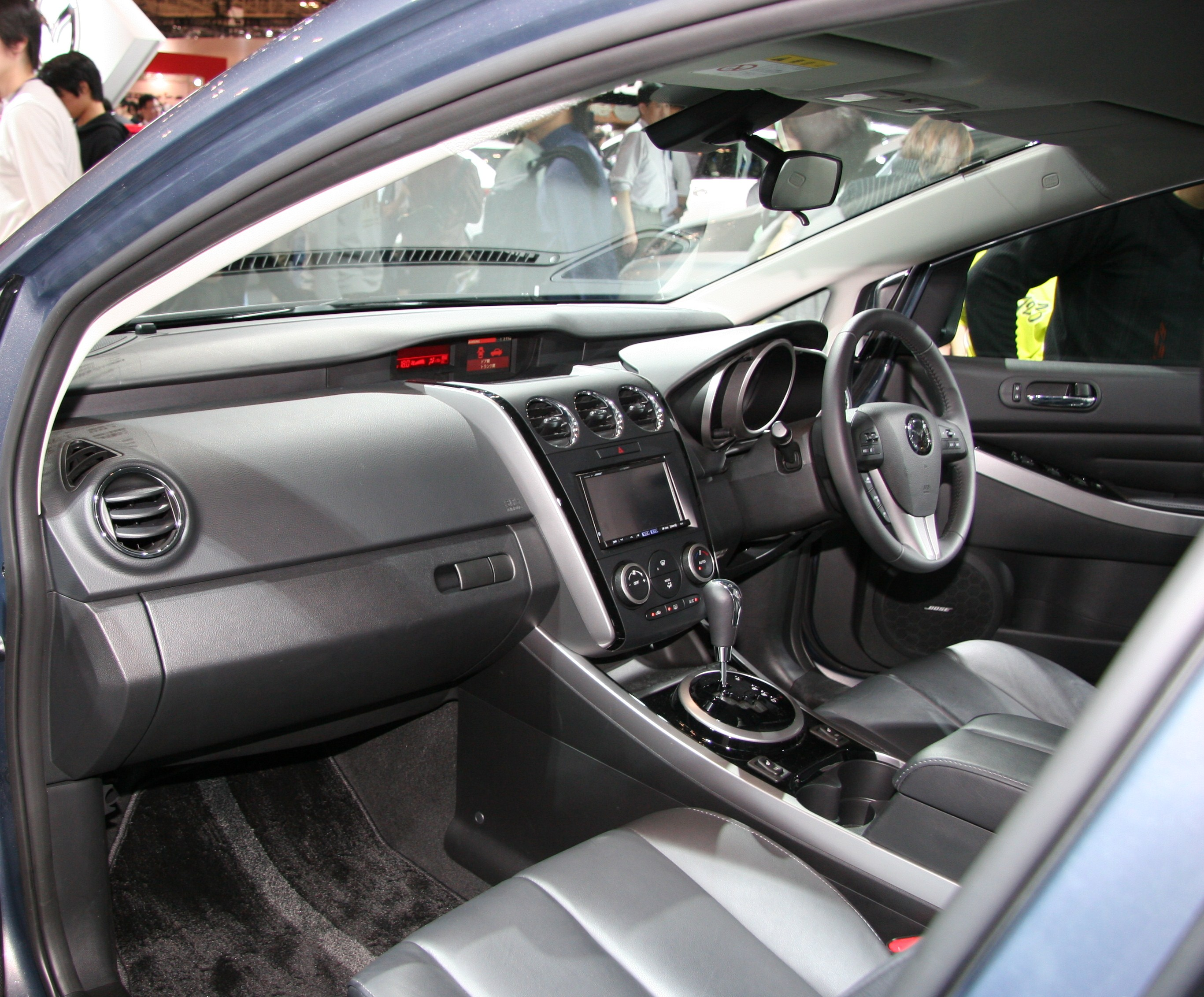
右駕版的內裝
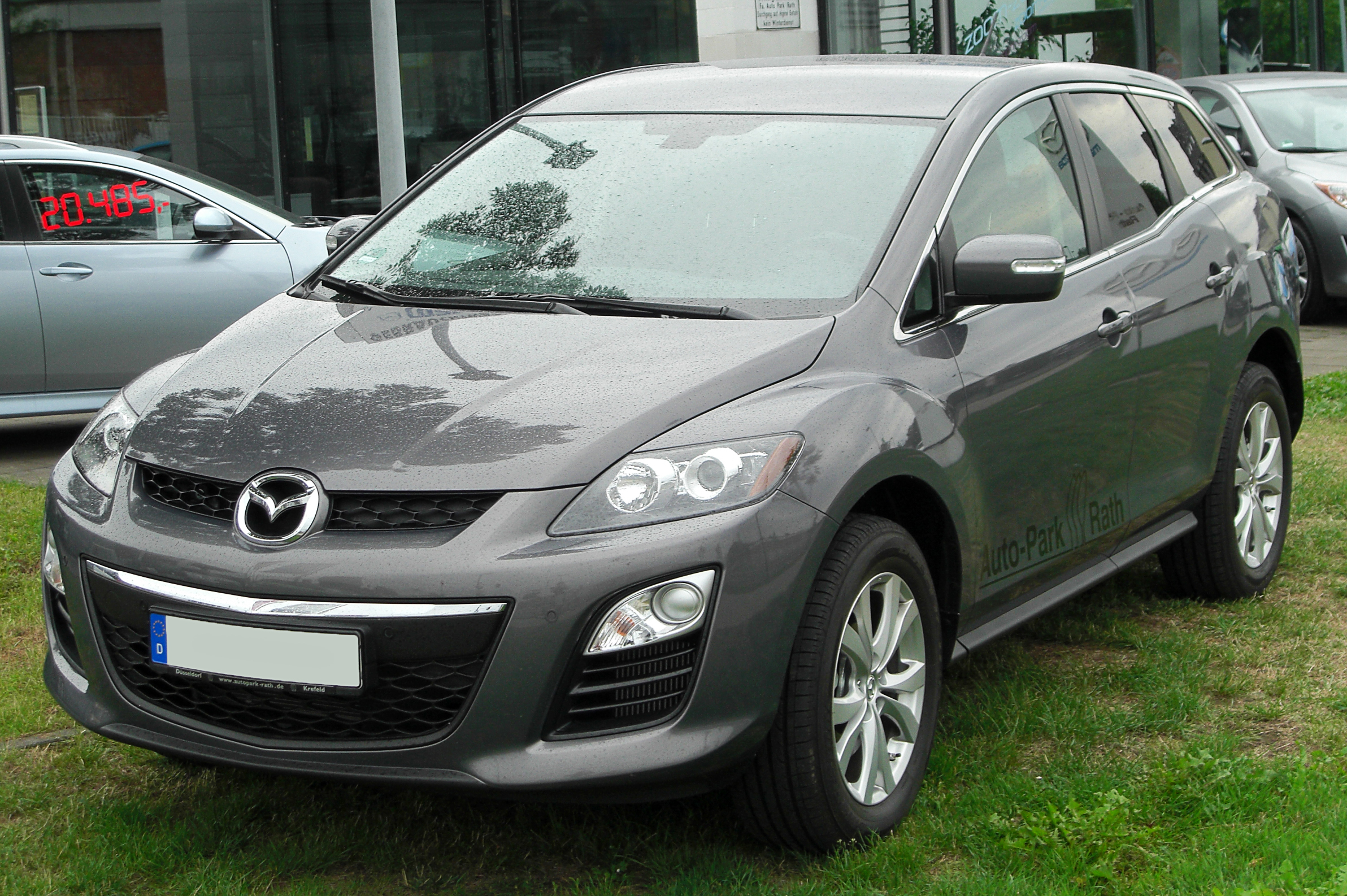
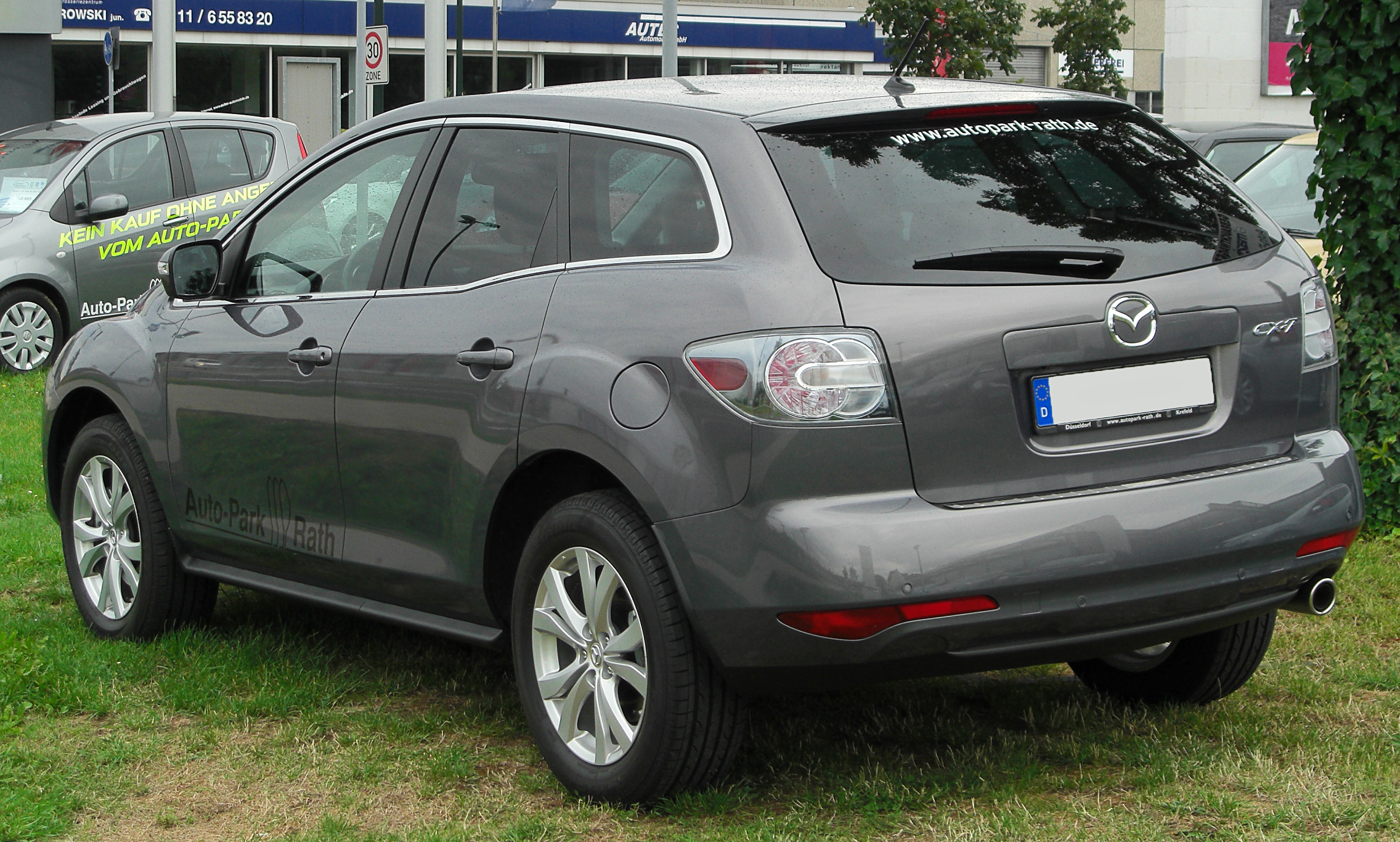
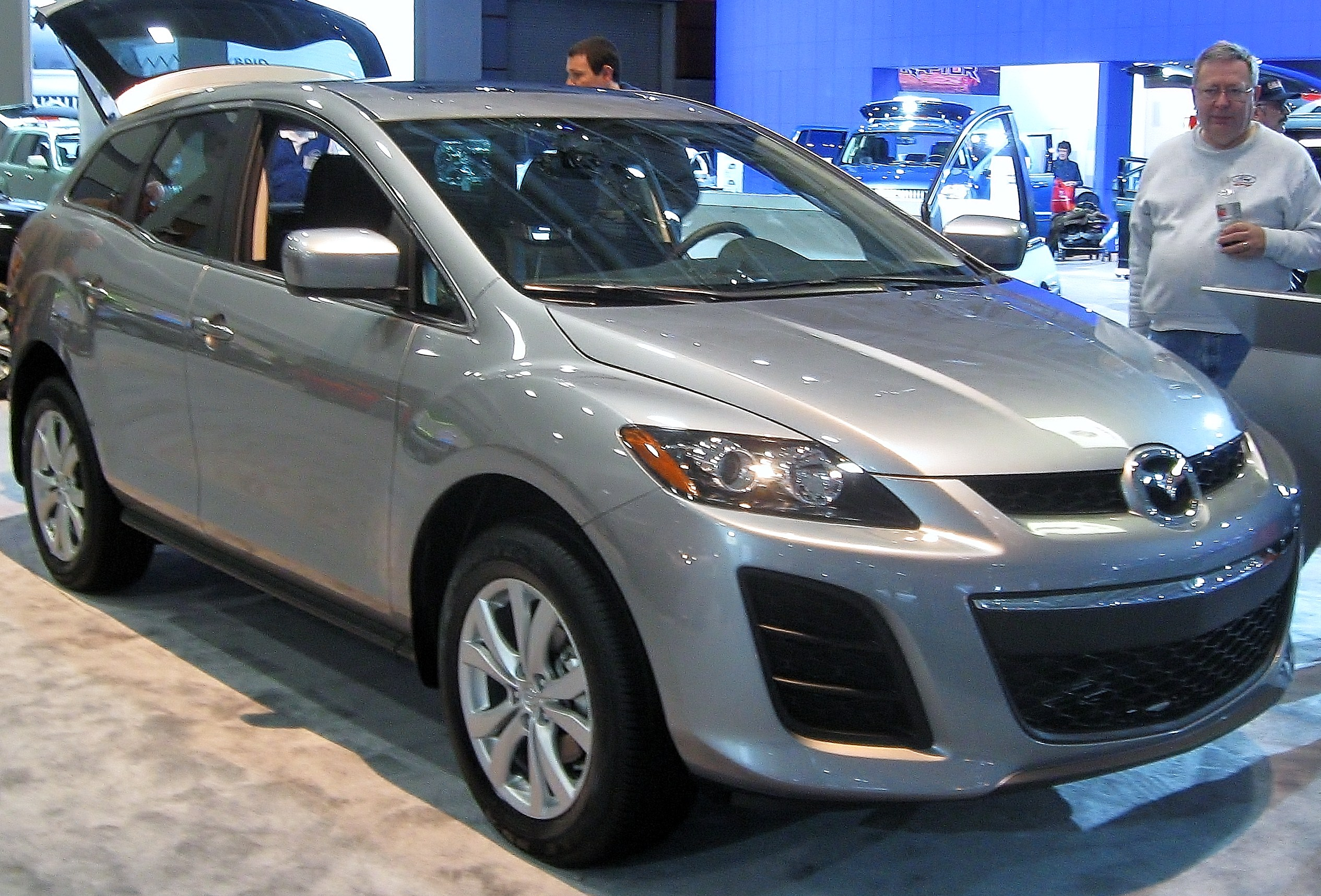
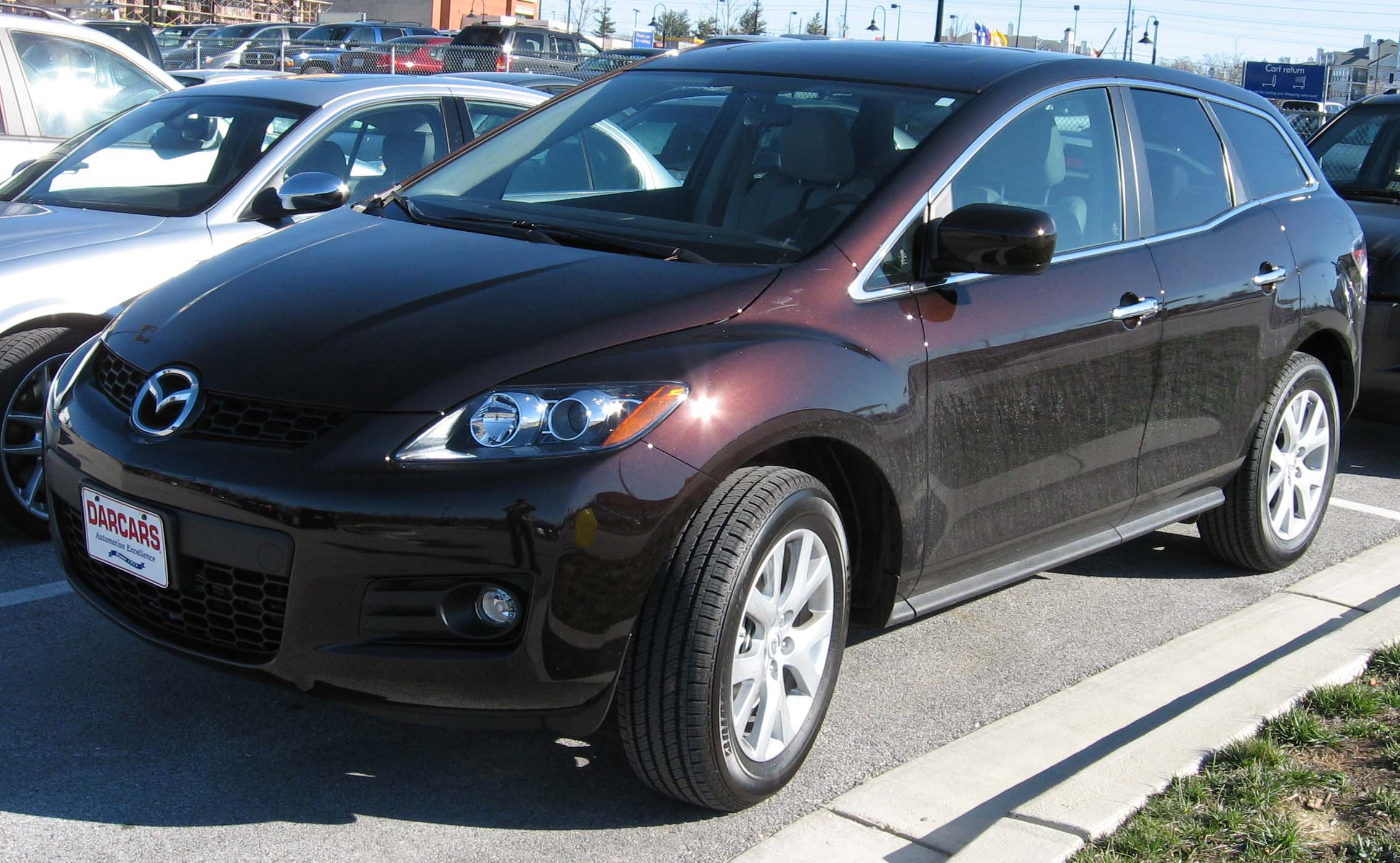